# Machanga (Distrikt)
Machanga ist ein Distrikt der Provinz Sofala in Mosambik mit der Hauptstadt Machanga. Sein Gebiet grenzt im Norden an den Distrikt Buzi, im Westen an den Distrikt Chibabava und die Provinz Manica, im Süden an die Provinz Inhambane und im Osten an den Indischen Ozean.

## Geographie
Der Distrikt Machanga ist 5.715 Quadratkilometer groß und hatte 2013 eine Einwohnerzahl von 58.873 Menschen.
Machanga liegt am Fluss Save, der die gesamte Südgrenze des Distrikts bildet. Sein Wasser wird zur Bewässerung der umliegenden Felder verwendet. Nach der Klassifikation von Köppen und Geiger liegt Machanga im tropisches Savannenklima (Aw) mit einer durchschnittlichen jährlichen Niederschlagsmenge zwischen 870 und 880 Millimeter.

## Bevölkerung
| Der Distrikt Machanga hat eine Bevölkerungsdichte von zehn Personen pro Quadratkilometer. Die Bevölkerung ist zwar jung, jedoch ist im Gegensatz zu den meisten Distrikten von Mosambik die Anzahl der Geburten in den letzten fünfzehn Jahren konstant geblieben. Auffallend ist auch, dass es im Alter von 0–14 Jahren deutlich mehr Buben als Mädchen gibt. So sind über fünfzig Prozent der männlichen Bevölkerung in diesem Alter aber unter 43 Prozent der weiblichen Bevölkerung (Stand 2013). Während im gesamten Distrikt Sofala 21 Prozent der Bevölkerung Muslime sind, ist deren Anteil im Distrikt Machanga nur ein Prozent (Stand 2007). |

## Einrichtungen und Dienstleistungen
Im Distrikt befinden sich 58 Grundschulen (Primárias), davon sind 39 öffentliche Schulen und 19 Privatschulen. Von den vier weiterführende Schulen (Secundárias) sind zwei öffentlich und zwei privat (Stand 2013).
In Machanga gibt kein Krankenhaus, jedoch zehn Gesundheitszentren (Stand 2012).

## Verwaltungsgliederung
Der Distrikt Machanga wurde am 25. Juli 1986 gegründet und ist in drei Verwaltungsposten (postos administrativos) gegliedert;

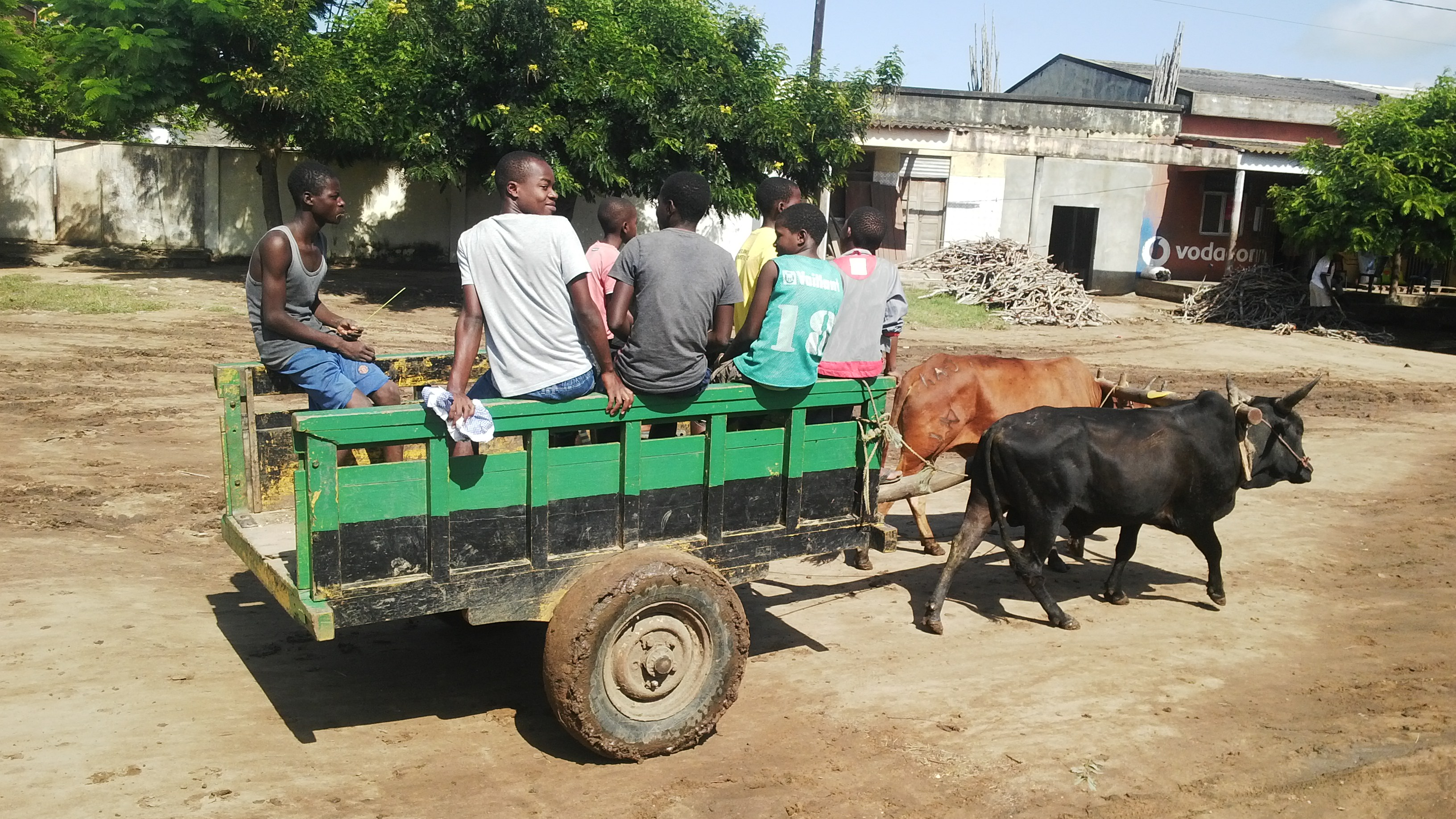
Ochsenkarren als Transportmittel

- Machanga
- Divinhe
- Chiloane[3]

## Wirtschaft und Infrastruktur
Im Jahr 2007 hatte weniger als ein Prozent der Bevölkerung elektrischen Strom, 0,4 Prozent besaßen ein Auto.

### Landwirtschaft
Die 8000 landwirtschaftlichen Betriebe in Machanga haben eine durchschnittliche Größe von einem Hektar Land. Flächenmäßig am meisten angebaut wurde Mais (2800 Hektar), die höchsten Erträge gab es bei Gemüse (3000 Tonnen) und Mais (1100 Tonnen). Weiters angebaut wurden Maniok, Bohnen, Erdnüsse, Hirse, Süßkartoffel und Reis (Stand 2003).

### Bodenschätze
Im Distrikt Machanga werden Kalkstein und Gips abgebaut, außerdem wird Erdgas gefördert.

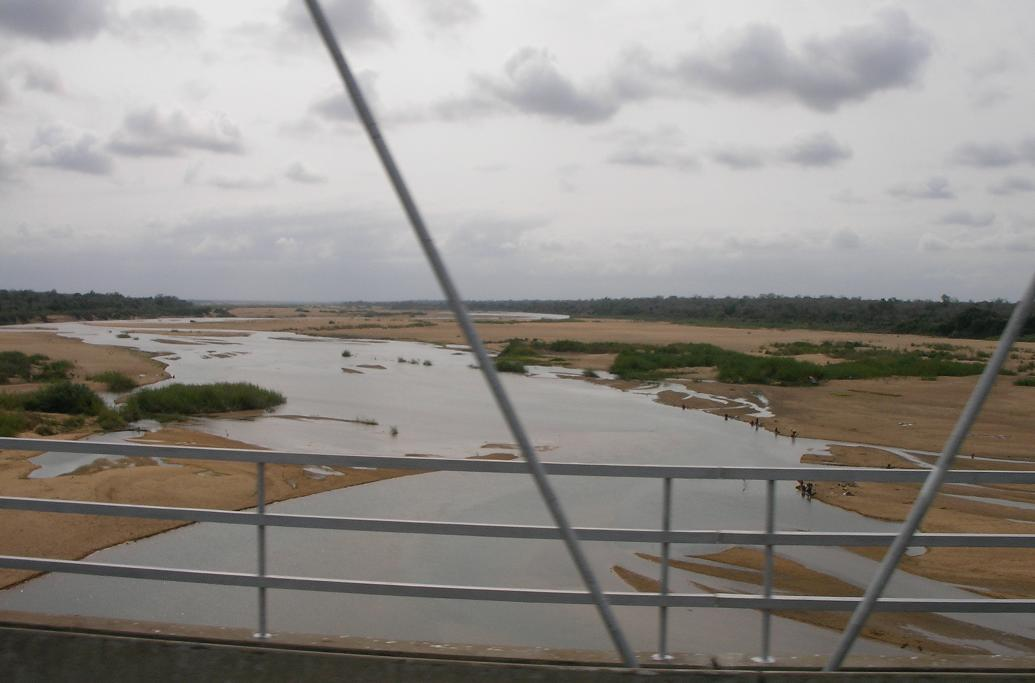
Brücke der Nationalstraße EN 1 über den Fluss Save

### Verkehr
Die Nationalstraße EN1 durchquert Machanga von Süden nach Norden. Sie überquert im Süden den Save Fluss und führt weiter durch dünn besiedeltes Gebiet nach Buzi. Ansonst gibt es im Distrikt nur schlecht ausgebaute Nebenstraßen (ER428 and ER429).